# Antoine-Maurice Eymard
Pour les articles homonymes, voir Eymard.
Antoine Eymard dit Antoine-Maurice Eymard est un avocat et homme politique français, né le 5 avril 1829 à Saint-Étienne-aux-Clos et mort le 25 janvier 1884 à Clermont-Ferrand.

## Biographie
Fils de François Eymard, cultivateur, et de Marie Pellissière, Antoine Eymard, nait le 5 avril 1829, au domicile de ses parents situé à Saint-Étienne-aux-Clos, au lieu du Bourg.
Il épouse, le 18 avril 1866, à Clermont-Ferrand, Clémence Anne Solange d'Autier de la Rochebriant (1825-1872), fille du comte Antoine Amable d'Autier de la Rochebriant et d'Anne d'Aigurande.
Il décède le 25 janvier 1884 en son domicile, à Clermont-Ferrand, canton ouest, 4, place Thomas.
Ses obsèques ont lieu à Clermont-Ferrand puis son corps est transporté à Herment. Les cordons du poêle sont tenus par Gabriel Lébraly, bâtonnier de l'ordre des avocats, Félix Chaudessolle, ancien bâtonnier, Monsieur Boyer, président de la chambre des avoués, et Monsieur Moncorrier, maire de Saint-Julien-près-Bort. Sur le quai de la gare, Gabriel Lébraly prononce son éloge funèbre.

## Carrière juridique
Diplômé de la faculté de droit de Toulouse, où il soutient sa thèse, le 20 décembre 1854, il s'inscrit, en 1857, au barreau de Clermont-Ferrand qu'il ne quittera pas jusqu'à la fin de sa carrière.
Il est élu membre du conseil de l'ordre des avocats du barreau de Clermont-Ferrand :
- le 27 novembre 1876[6],
- le 16 novembre 1878[7],
- le 15 novembre 1879[8],
- le 19 novembre 1882[9],
- le 17 novembre 1883[10],

Il est élu bâtonnier de l'ordre des avocats du barreau de Clermont-Ferrand, le 15 novembre 1880, faisant suite à Félix Chaudessolle.

## Carrière politique
Particulièrement attaché à la Corrèze, il sera élu maire de Saint-Étienne-aux-Clos, après en avoir intégré le conseil municipal.

## Engagement
Il adhère, en 1880, avec, pour le tribunal de Clermont-Ferrand, Félix Chaudessolle, bâtonnier, Victor Astaix, ancien bâtonnier, Gabriel Lébraly, membre du conseil général et ancien député, E. Cohadon, Charles Lucien Lecoq, Bastide, E. Bellier, Henri Petitjean-Roget, A. Pourcher, J. Bayle, A. Marchebœuf, Madud-Dulac, Maurice Féron et E. Tixier, à la consultation d'Edmond Rousse, avocat à la cour d'appel de Paris, sur la légalité des décrets du 29 mars 1880 portant notamment expulsion des jésuites du territoire français et soumettant l'existence de certaines congrégations à autorisation.

## Sources
1. ↑  Archives départementales de la Corrèze - Registre des naissances de la ville de Saint-Étienne-aux-Clos - Année 1829 - Cote 2E_199_5 - p. 158 et suivante/724 (http://www.archinoe.fr/cg19/visu_affiche.php?PHPSID=bbd75f0ddcd1d3b560b85498ddb7bd64&param=visu&page=1#)
2. ↑  Archives départementales du Puy-de-Dôme - Registre des mariages de la ville de Clermont-Ferrand - Année 1866 - Cote 6 E 113/181 - p. 53/181 (http://www.archivesdepartementales.puydedome.fr/ark:/72847/vta2204c9217e2ea8bd/daogrp/0/layout:table/idsearch:RECH_d90d227bf247817aadcd6931ab267950#id:1890429982?gallery=true&brightness=100.00&contrast=100.00&center=648.277,-504.798&zoom=8&rotation=0.000)
3. ↑  Archives départementales du Puy-de-Dôme - Registre des décès de la ville de Clermont-Ferrand - Année 1884 - Cote 6 E 113/342 - p. 18/231 (http://www.archivesdepartementales.puydedome.fr/ark:/72847/vtaabf18430996cef61/daogrp/0/layout:table/idsearch:RECH_135d85d1bafb776dd0cb6abf4744bd3f#id:677070247?gallery=true&brightness=100.00&contrast=100.00&center=1312.000,-920.000&zoom=7&rotation=0.000)
4. 1 2  « Corrèze - Nécrologie », L'Auvergnat de Paris,‎ 10 février 1884, p. 3 (lire en ligne)
5. ↑  Acte public pour la licence , en exécution de l'article 4, titre 2 de la loi du 22 ventôse an XII, soutenu par M. Eymard (Antoine-Maurice), né à Saint-Étienne-aux-Clos (Corrèze), Toulouse, Académie de Toulouse - Faculté de droit de Toulouse, 1854 (lire en ligne)
6. ↑  « Chronique locale », Le Moniteur du Puy-de-Dôme,‎ 29 novembre 1876, p. 3 (lire en ligne)
7. ↑  « Chronique locale », Le Moniteur du Puy-de-Dôme,‎ 18 novembre 1878, p. 2 (lire en ligne)
8. ↑  « Chronique locale », Le Moniteur du Puy-de-Dôme,‎ 17 novembre 1879, p. 2 (lire en ligne)
9. ↑  « Chronique locale », Le Moniteur du Puy-de-Dôme,‎ 19 novembre 1882, p. 2 (lire en ligne)
10. ↑  « Chronique locale », Le Moniteur du Puy-de-Dôme,‎ 18 novembre 1883, p. 2 (lire en ligne)
11. ↑  « Chronique locale », Le Moniteur du Puy-de-Dôme,‎ 18 novembre 1880, p. 3 (lire en ligne)
12. ↑  Département de la Corrèze, Rapport du Préfet au Conseil général - Session d'octobre 1874, Tulle, Typographie Martial Bossoutrot, 1874 (lire en ligne), p. 509
13. ↑  « Adhésions à la consultation de Me Rousse », Le Moniteur universel,‎ 2 juillet 1880, p. 3 (lire en ligne)